# Knoxia hookeriana
Knoxia hookeriana là một loài thực vật có hoa trong họ Thiến thảo. Loài này được (R.Bhattacharjee & Deb) Subba Rao & Kumari mô tả khoa học đầu tiên năm 2003.